# Єлизавета Федорівна
Велика княгиня Єлизавета Федорівна Російська (уроджена принцеса Єлизавета Гессенська і Рейнська; 1 листопада 1864 р. — 18 липня 1918) — німецька Гессенська та Рейнська принцеса з дому Гессен-Дармштадт, дружина Великого князя Сергія Олександровича з Росії, п'ятого сина імператора Олександра II з Росії та принцеси Марії Гессенської та Рейнської.
Онука королеви Вікторії і старша сестра Олександри, останньої російської імператриці. Єлизавета прославилася в російському суспільстві своєю високою красою і благодійністю серед бідних. Після того, як бойова організація партії соціалістів-революціонерів у 1905 році вбила її чоловіка бомбою, Єлизавета публічно пробачила вбивцю Сергія, Івана Каляєва, і безуспішно боролася за його помилування. Потім вона покинула імператорський двір і стала черницею, заснувавши Марфо-Маріїнську обитель, присвячену допомозі пригнобленим Москвою. У 1918 році була заарештована та вбита більшовиками. У 1981 році вона була канонізована Російською православною церквою закордоном, а в 1992 році — Московським патріархатом.

## Принцеса Гессенська

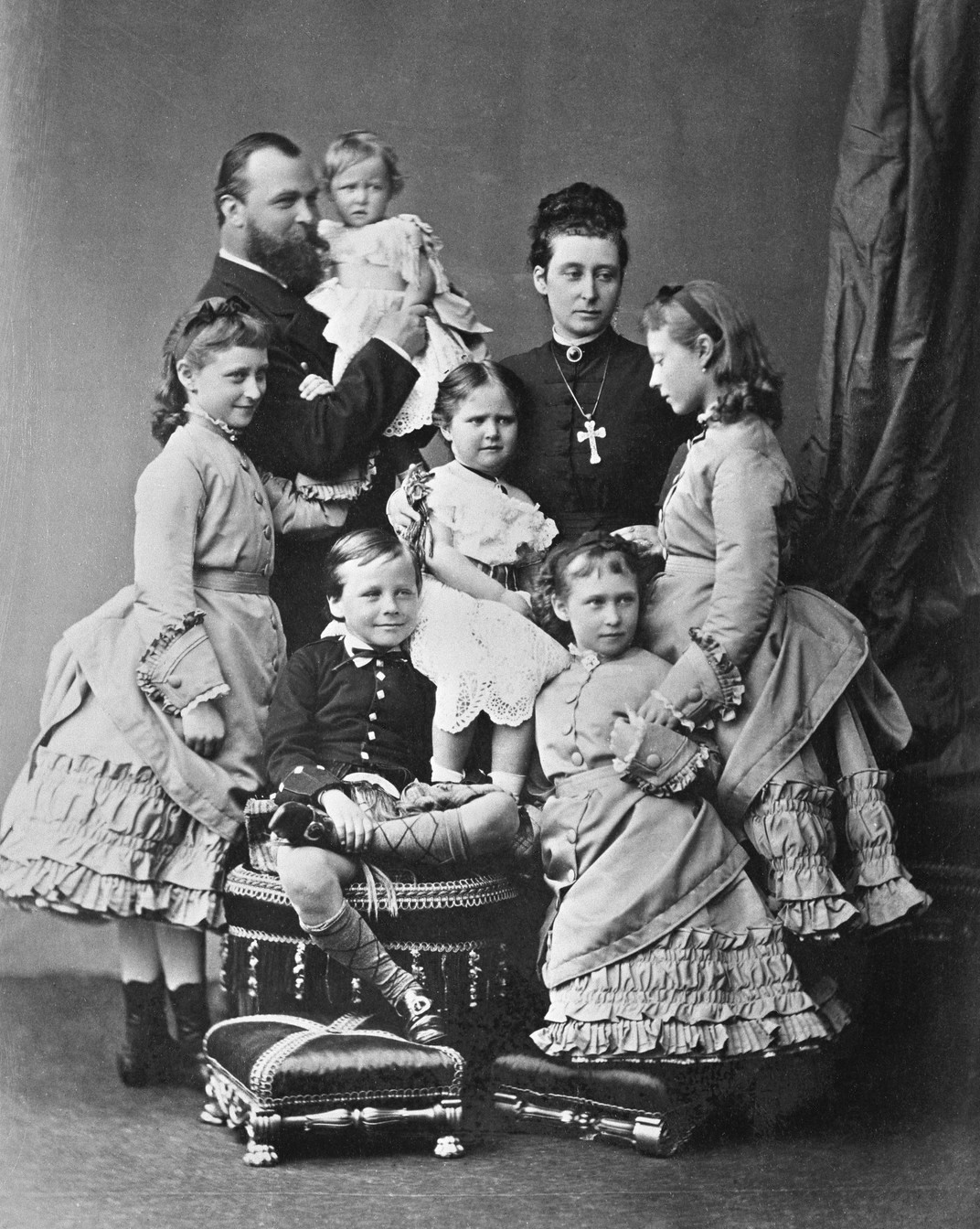
Великокнязівська родина Гессен у травні 1875 р

Елізабет народилася 1 листопада 1864 року та була другою дитиною Людвіга IV, великого герцога Гессенського та Рейнського та принцеси Аліси, доньки королеви Вікторії. Хоча вона походила з одного з найстаріших і найблагородніших домів Німеччини, Єлизавета та її сім'я жили досить скромним життям за королівськими мірками. Діти самі підмітали підлогу та прибирали свої кімнати, а мама сама шила дітям сукні. Під час Австро-прусської війни принцеса Аліса часто брала з собою Єлизавету, відвідуючи поранених солдатів у сусідньому госпіталі. У цьому відносно щасливому та безпечному середовищі Елізабет виросла в оточенні англійських домашніх звичок, і англійська мова стала їй за рідну. Пізніше в житті вона розповіла подрузі, що в її сім'ї вона, її брати і сестри розмовляли з матір'ю англійською, а з батьком — німецькою.
Восени 1878 року дифтерія охопила родину Гессе, убивши молодшу сестру Елізабет, Марі, 16 листопада, а також її матір Алісу 14 грудня. На початку спалаху Елізабет відправили до будинку її бабусі по батьківській лінії, і вона була єдиним членом сім'ї, яка не захворіла. Коли їй нарешті дозволили повернутися додому, вона описала зустріч як «жахливо сумну» і сказала, що все було «як у жахливому сні».

## Шанувальники і залицяльники

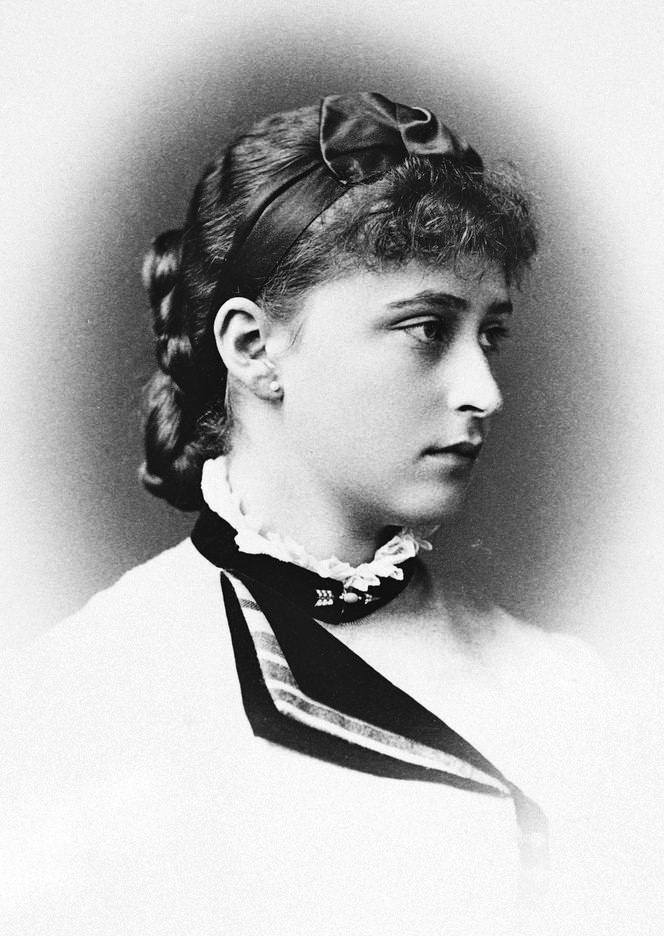
Єлизавета Гессенська, 1883 р.

Чарівна і дуже люб'язна особистість, багато істориків і сучасники вважали Єлизавету однією з найгарніших жінок Європи того часу. Її двоюрідна сестра, принцеса Марія Единбурзька, писала, що "від [Елли] ніколи не можна було звести очей, і що риси обличчя Елли були «вишуканими, які неможливо передати словами, вони ледь не викликали сльози». Її старший двоюрідний брат принц Вільгельм Прусський назвав її «надзвичайно гарною, насправді це найкрасивіша дівчина, яку я коли-небудь бачив». Баронеса Софія Буксгеведен, фрейліна своєї сестри, згадувала, що вона була «дуже гарною дівчиною, високою та світлою, з правильними рисами обличчя».
Коли Єлизавета була молодою жінкою, її двоюрідний брат, принц Вільгельм Прусський, закохався в неї. У квітні 1875 року 16-річний Вільгельм відвідав Дармштадт на святкуванні 12-річчя принцеси Вікторії Гессенської та Рейнської та вперше виявив інтерес до 11-річної Елізабет. У листі до своєї матері він писав, що «якщо Бог дасть мені дожити до того часу, я зроблю її своєю нареченою один раз, якщо ти дозволиш». Коли він був студентом Боннського університету, він часто відвідував свою тітку Алісу та своїх гессенських родичів на вихідних. Під час цих частих візитів він закохався в Елізабет,, пише безліч віршів про кохання і регулярно надсилає їх їй. У 1878 році він освідчився Елізабет, але вона відхилила.
Лорд Чарльз Монтегю, другий син 7-го герцога Манчестерського, безуспішно залицявся до неї.
Генрі Вілсон, пізніше видатний солдат, безуспішно змагався за руку Елізабет.

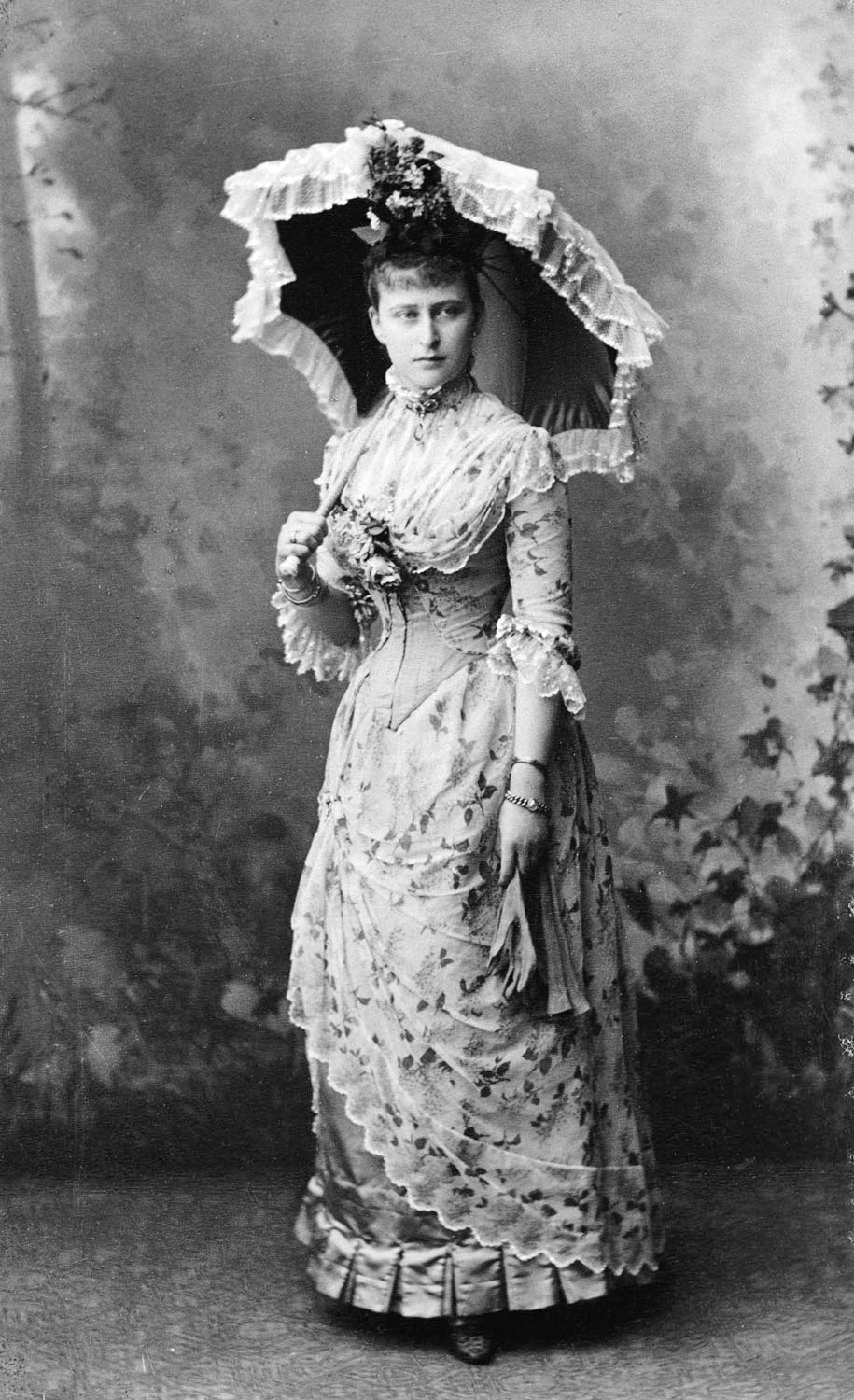
Принцеса Єлизавета Гессенська, 1887 р.

Майбутній Фрідріх II, великий герцог Баденський, двоюрідний брат Вільгельма, зробив Єлизаветі пропозицію. Королева Вікторія описала його як «такого доброго і стійкого», з «таким безпечним і щасливим становищем», що коли Єлизавета відмовилася вийти за нього заміж, королева «глибоко про це пошкодувала». Бабуся Фрідріха, імператриця Августа, була настільки розлючена через відмову Єлизавети Фрідріху, що їй знадобився деякий час, щоб пробачити Єлизавету.
Інші шанувальники:
- Великий князь Російський Костянтин Костянтинович (поет К. Р.), який написав вірш про її перший приїзд до Росії та загальне враження, яке вона справила на всіх присутніх.
- У дитинстві королева Румунії Марія була дуже зачарована своєю кузиною Еллою. У своїх мемуарах вона писала, що «її краса і духмяність були лише мрією».[10]
- Французький посол при російському дворі Моріс Палеолог писав у своїх мемуарах, як Єлизавета була здатна розбудити те, що він назвав «профанними пристрастями».

Зрештою, саме великий князь Росії завоював серце Єлизавети; тітка Єлизавети, російська імператриця Марія Олександрівна, часто гостювала в Гессені. Під час цих візитів її зазвичай супроводжували молодші сини Сергій і Павло. Елізабет знала їх з дитинства, і спочатку вважала їх зарозумілими та стриманими. Особливо Сергій був дуже серйозним молодим чоловіком, глибоко релігійним, і він відчув, що приваблює Елізабет після того, як побачив її молодою жінкою вперше за кілька років.
Спочатку Сергій не справив на Єлизавету особливого враження. Але після смерті обох його батьків з різницею в один рік Єлизавета співчувала Сергію, тому що вона відчувала те саме горе після смерті своєї матері. Їх інші подібності (обидва були мистецькими та релігійними) зближували їх. Подейкували, що Сергій був особливо прив'язаний до Єлизавети, тому що вона мала такий же характер, як і його любляча мама. Тож коли навесні 1883 року Сергій зробив їй пропозицію, вона погодилася — до великого розчарування своєї бабусі, королеви Вікторії, яка намагалася переконати Єлизавету розірвати заручини. Але коли пізніше того ж року Сергій знову зробив пропозицію, вона знову погодилася, і домовленості про їхнє весілля пішли вперед.

## Велика княгиня російська

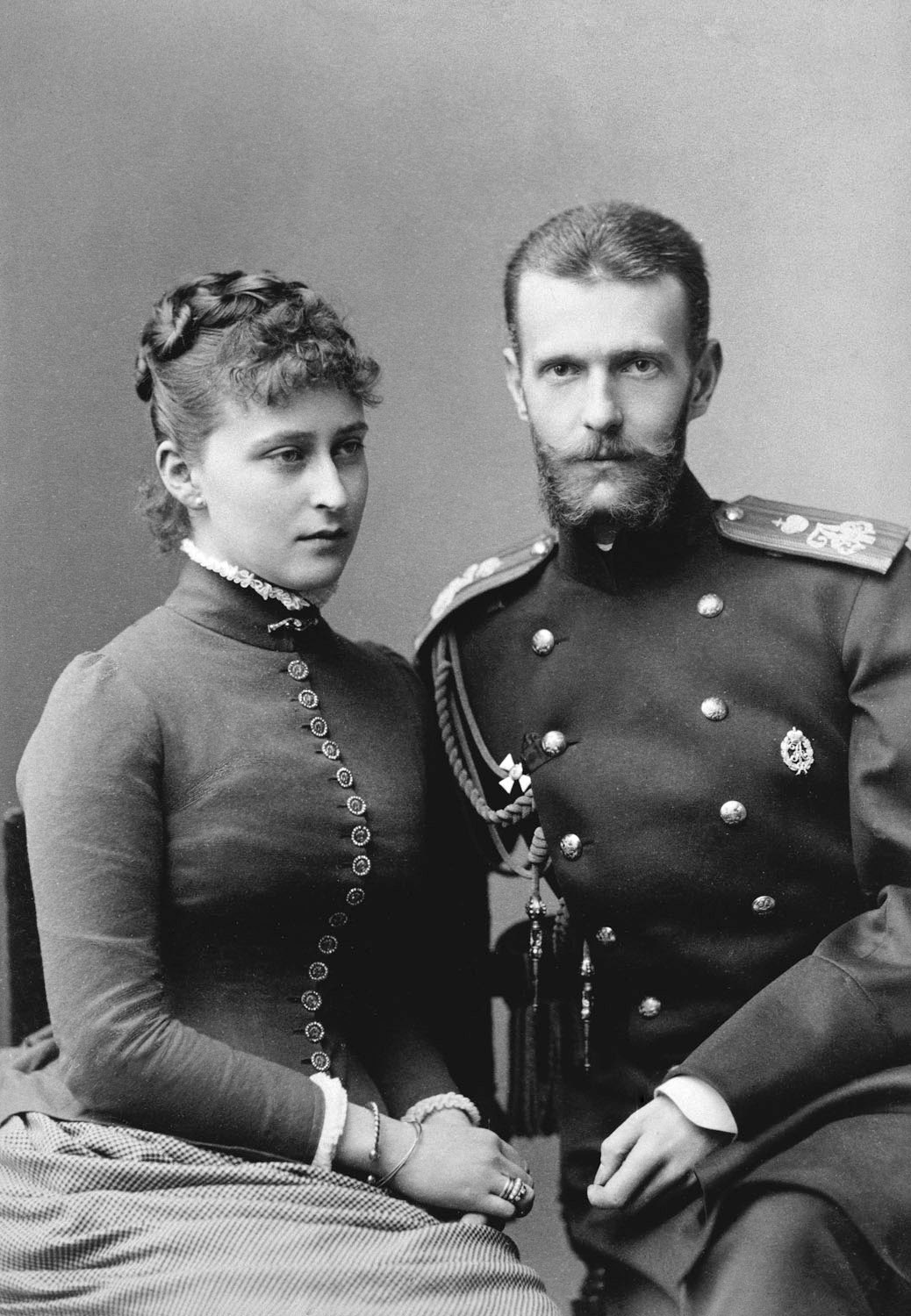
Єлизавета та її чоловік Сергій

Сергій і Єлизавета одружилися 15 (3) червня 1884 року в каплиці Зимового палацу в Санкт-Петербурзі; прийнявши російське православ'я, прийняла ім'я Єлизавета Федорівна. Саме на весіллі 16-річний племінник Сергія, царевич Микола, вперше познайомився зі своєю майбутньою дружиною, наймолодшою сестрою Єлизавети Аліксою.
За законом Єлизавета не була зобов'язана переходити в російське православ'я зі своєї рідної лютеранської релігії, але вона добровільно вирішила зробити це в 1891 році. Герцогиня Марія Мекленбург-Шверинська, лютеранська невістка Єлизавети, яка не прийняла російське православ'я, наполягала на тому, що для німецької принцеси-протестантки було «ганьбою перейти на православну віру». Кайзер Вільгельм II, який колись був у неї закоханий, заявив, що вона навернулася через «непомірну гонитву за популярністю, бажання покращити своє становище при дворі, великий брак інтелекту, а також відсутність справжньої релігійності».

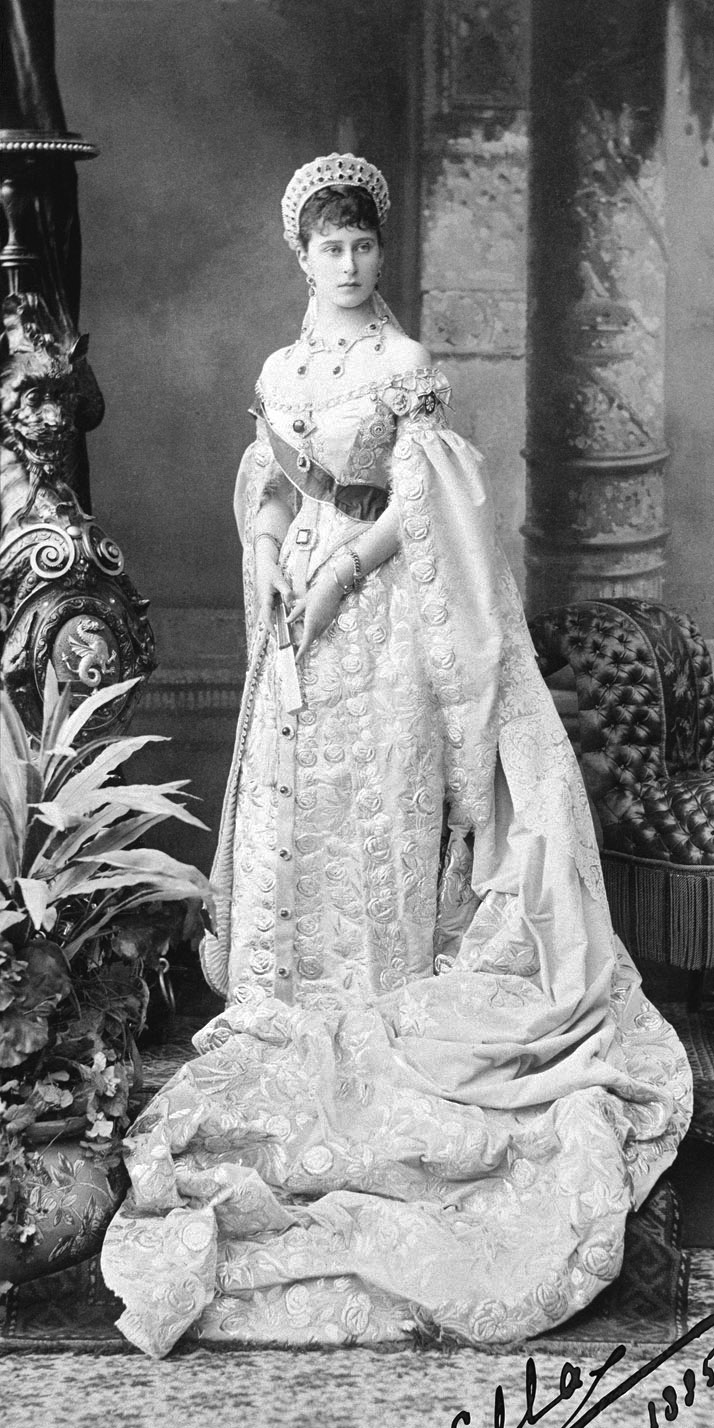
Велика княгиня Єлизавета Федорівна у придворному вбранні

Нова велика княгиня справила гарне перше враження на сім'ю чоловіка і російський народ. «Усі закохалися в неї з того моменту, як вона приїхала в Росію зі свого улюбленого Дармштадта», — писав один із двоюрідних братів Сергія, великий князь російський Костянтин Костянтинович (поет КР). Французький посол при російському дворі Моріс Палеолог писав у своїх мемуарах, як Єлизавета була здатна розбудити те, що він назвав «профанними пристрастями». Подружжя оселилося в палаці Білосельських-Білозерських у Петербурзі; після того, як у 1892 році Сергій був призначений його старшим братом, царем Олександром III, московським генерал-губернатором, вони мешкали в одному з кремлівських палаців. Улітку вони зупинялися в підмосковному маєтку Іллінському, який Сергій успадкував від матері.
Своїх дітей у пари не було, але їх Іллінський маєток зазвичай був наповнений вечірками, які Єлизавета влаштовувала спеціально для дітей. Згодом вони стали прийомними батьками великого князя Дмитра Павловича і великої княгині Марії Павлівни, племінниці і племінника Сергія. Князь Фелікс Юсупов вважав Єлизавету другою матір'ю і у своїх мемуарах зазначав, що вона дуже допомагала йому в найважчі хвилини його життя.
Єлизавета відіграла важливу роль у шлюбі свого племінника, царя Миколи II, з її молодшою сестрою Алікс. На превеликий розчарування королеви Вікторії, Єлизавета заохочувала Миколу, тодішнього цесаревича, у його гонитві за Алікс. Коли Микола зробив пропозицію Алікс у 1894 році, і Алікс відмовила йому через свою відмову прийняти православ'я, саме Елізабет розмовляла з Алікс і заохотила її навернутися. Коли через кілька днів Микола знову зробив їй пропозицію, Алікс погодилася.

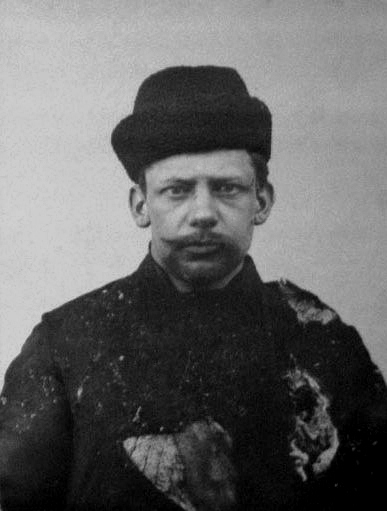
Фото Івана Каляєва, зроблене одразу після вбивства. Я кинув бомбу менше ніж із чотирьох кроків. Мене захопили вибухи, я бачив, як вагон розлетівся на шматки… Моя шинель була всипана осколками, подерта й обгоріла, на обличчі була кров…

17 лютого 1905 року Сергій був убитий у Кремлі есером Іваном Каляєвим. Ця подія стала для Єлизавети жахливим шоком, але вона не втрачала спокою. Ніби здійснилося її пророцтво про те, що «Бог нас суворо покарає», яке вона зробила після того, як Великий князь вигнав 20 000 євреїв із Москви, просто оточивши тисячі будинків сімей солдатами та вигнавши євреїв без будь-якого повідомлення на ніч із їхніх домівок і міста. Її племінниця Марі пізніше згадувала, що обличчя її тітки було «блідим і вражено застиглим», і вона ніколи не забуде її вираз нескінченного смутку. У своїх кімнатах, за словами Марі, Єлизавета «безсило впала в крісло… її очі висохли, і вона дивилася прямо в простір і нічого не говорила». Коли відвідувачі приходили й йшли, вона дивилася, навіть не бачивши їх. Упродовж дня вбивства чоловіка Єлизавета не плакала. Але Марі пригадала, як її тітка повільну полишав її жорсткий самоконтроль, нарешті заплакавши. Багато членів її родини та друзів боялися, що вона переживе нервовий зрив, але вона швидко відновила спокій.

За словами Едварда Радзинського:
Усі дні до поховання Єлизавета провела в невпинній молитві. На надгробку свого чоловіка вона написала: «Отче, відпусти їх, вони не знають, що роблять». Вона серцем і душею розуміла слова Євангелія і напередодні похорону вимагала відвезти її до в'язниці, де сидів Каляєв. Зайшовши до його камери, вона запитала: «Чому ви вбили мого чоловіка?» «Я вбив Сергія Олександровича, тому що він був знаряддям тиранії. Я мстився за людей». Вона відповіла: «Не слухай свою гордість. Покайся… і я буду благати самодержця подарувати тобі життя. Я попрошу його за вас. Я сама уже пробачила тобі». Напередодні революції вона вже знайшла вихід; прощення! Пробач через неможливий біль і кров — і тим самим зупини тоді, на початку, це криваве колесо. Своїм прикладом бідна Елла зверталася до суспільства, закликаючи людей жити в християнській вірі. «Ні!» — відповів Каляєв. "Я не каюся. Я повинен померти за свій вчинок, і я буду… Моя смерть буде корисніша моїй справі, ніж смерть Сергія Олександровича. Каляєв був засуджений до смертної кари. «Я задоволений вашим вироком», — сказав він суддям. «Я сподіваюся, що ви виконаєте його так само відкрито і публічно, як я виконав вирок партії соціалістів-революціонерів. Навчіться дивитися революції, що наступає, прямо в обличчя».
Каляєв був повішений 23 травня 1905 року.
У 1915 році під егідою Єлизавети був організований Всеросійський земський союз для надання допомоги хворим і пораненим солдатам під час Першої світової війни.

## Релігійне життя

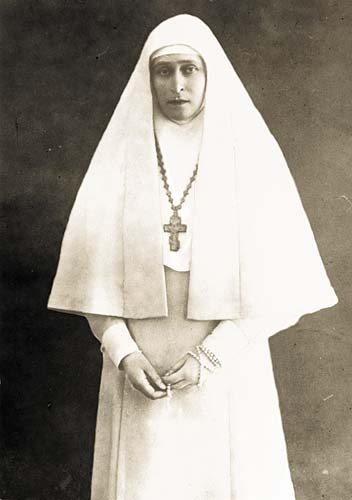
Велика княгиня Єлизавета Федорівна в чернецтві після смерті чоловіка

Після смерті Сергія Єлизавета одягла траурний одяг і стала вегетаріанкою. У 1909 році вона розпродала свою чудову колекцію коштовностей та інших розкішних речей; навіть її обручки не пошкодували. На виручені кошти вона відкрила монастир Святих Марфи і Марії і стала його ігуменею. Невдовзі вона відкрила на його території лікарню, каплицю, аптеку та дитячий будинок.
Єлисавета та її посестринки-черниці невтомно працювали серед бідних і хворих Москви. Вона часто відвідувала найгірші нетрі Москви і робила все можливе, щоб полегшити страждання бідних. Багато років її заклад допомагав бідним і сиротам Москви, сприяючи молитві і милосердю благочестивих жінок.
У 1916 році Єлизавета мала останню зустріч зі своєю сестрою Олександрою, царицею, в Царському Селі. У той час, як зустріч відбувалася приватно, вихователь царських дітей, мабуть, згадав, що під час обговорення Єлизавета висловила свою стурбованість щодо впливу, який Григорій Распутін мав на Олександру та імператорський двір, і благала її дослухатися до застережень як себе, так і інших членів імператорської родини.
У 2010 році історик стверджував, що Єлизавета могла знати про майбутнє вбивство Распутіна, а, по-друге, вона знала, хто збирався його вчинити, коли написала листа і надіслала його цареві та дві телеграми великому князю Дмитру Павловичу та її подрузі Зінаїді Юсуповій. Телеграми, які були написані в ніч вбивства, підтверджують, що Єлизавета знала про вбивць до того, як ця інформація була оприлюднена, і вона заявила, що вважала вбивство «патріотичним актом».

## Смерть
У 1918 році Володимир Ленін наказав НК заарештувати Єлизавету. Потім її заслали спочатку до Пермі, потім до Єкатеринбурга, де вона провела кілька днів, і до неї приєдналися інші: великий князь Сергій Михайлович; князі Іоанн Костянтинович, Костянтин Костянтинович, Ігор Костянтинович і Володимир Павлович Палій; секретар великого князя Сергія Федір Ремез; і Варвара Яковлєва, сестра Великокняжого монастиря. Усіх 20 травня 1918 року вивезли до Алапаєвська, де помістили в Напольній школі на околиці міста.

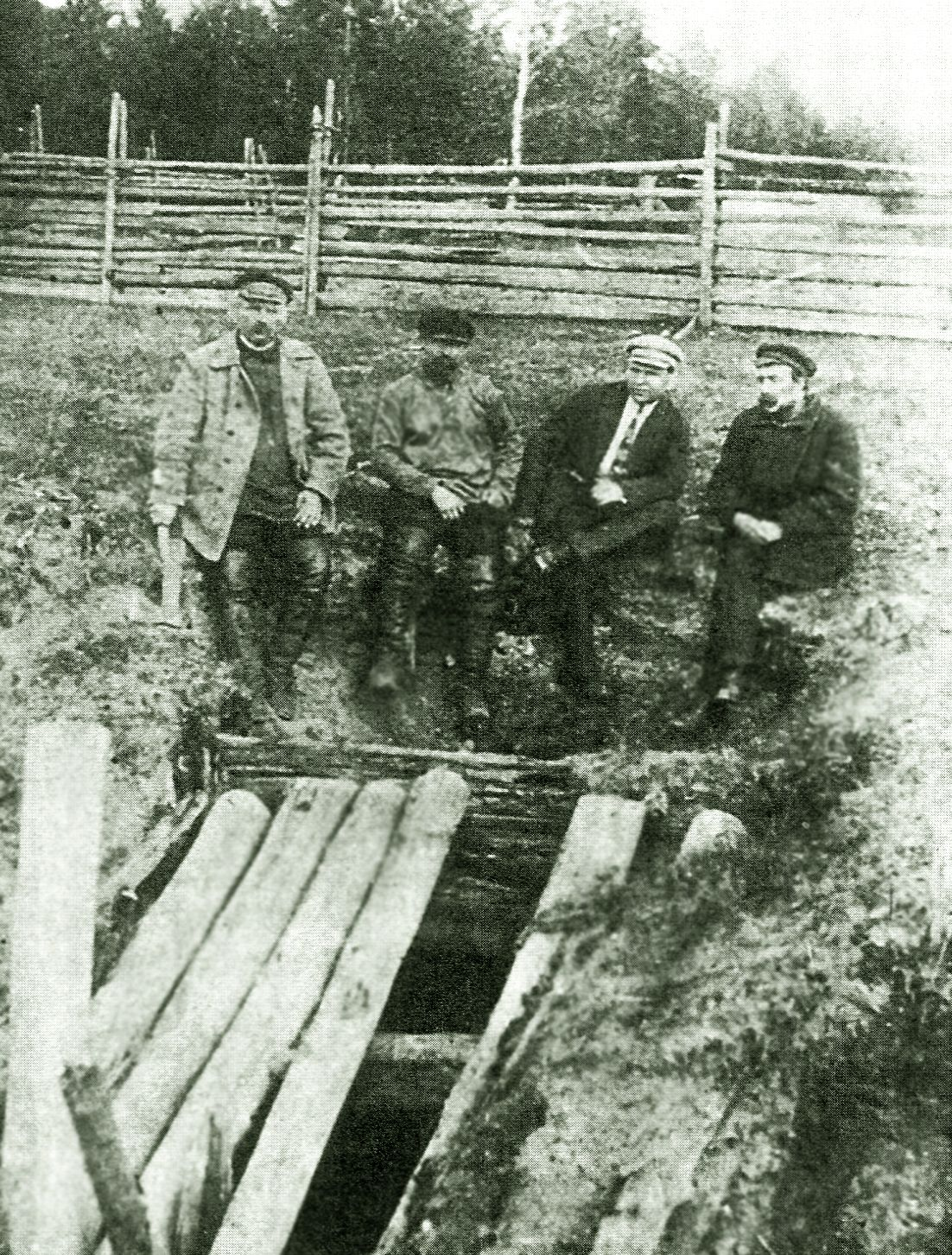
Шахта в Синячихі, де загинули Єлизавета та її родина

17 липня опівдні до школи прийшов чекіст Петро Старцев і кілька робітників-більшовиків. Вони відібрали в полонених гроші, які в них залишилися, і оголосили, що цієї ж ночі їх переведуть на Верхньо-Синячихенський комбінат. Червоноармійцям сказали піти, а чекісти замінили їх. Тієї ночі в'язнів розбудили і погнали на возах по дорозі, що веде до села Синячиха, приблизно за 18 кілометрів від Алапаєвська, де була покинута залізна шахта з котлованом завглибшки 20 метрів. Тут вони зупинилися. Чекісти побили всіх в'язнів перед тим, як кинути їх у цю яму, першою була Єлизавета. Потім у шахту почали кидати ручні гранати, але жертвою гранат став лише один ув'язнений — Федір Ремез.
Згідно з особистою розповіддю Василя Рябова, одного з катів, Єлизавета та інші вижили після першого падіння в шахту, що спонукало Рябова кинути в них гранату. Після вибуху він стверджував, що чув, як Єлизавета та інші співали православний гімн із дна шахти. Знервований Рябов кинув другу гранату, але спів тривав. Нарешті велику кількість хмизу засунули в отвір і підпалили, після чого Рябов поставив охорону і пішов.
Уранці 18 липня 1918 року начальник Алапаєвської НК Абрамов і голова Єкатеринбурзької обласної ради Бєлобородов, які брали участь у розстрілі імператорської сім'ї, обмінялися кількома телеграмами за заздалегідь узгодженим планом, що на школу напала «невстановлена банда». Через місяць Алапаєвськ захопила Біла армія адмірала Олександра Колчака. Ленін привітав смерть Єлизавети, зазначивши, що «чеснота з короною є більшим ворогом світової революції, ніж сто царів-тиранів».
Нове дослідження, засноване на оригінальних документах попереднього слідства 1918 року слідчого Миколи Олексійовича Соколова, стверджує, що Єлизавета вже була мертва, коли її скинули в шахтний стовбур. Її тіло було знайдено «вертикально, руки складені на тілі… обидві руки… міцно стиснуті, пальці зігнуті, нігті втоплені в шкіру… голова, очі та ніс були зав'язані хусткою, складеною в чотири шари.»

## Спадщина

### Доля останків
8 жовтня 1918 року солдати Білої армії виявили останки Єлизавети та її супутників, які все ще перебували в шахті, де вони були вбиті. Незважаючи на те, що вони пролежали там майже три місяці, тіла були у відносно хорошому стані. Вважалося, що більшість із них повільно померли від травм або голоду, а не від пожежі, що послідувала. Єлизавета померла від ран, отриманих під час падіння в шахту, але перед смертю все-таки знайшла в собі сили перев'язати голову вмираючому принцу Іоанну своїм ворсом. Із наближенням Червоної армії їхні останки були вивезені далі на схід і поховані на кладовищі Російської православної місії в Пекіні, Китай. У 1921 році тіла Єлизавети та сестри Варвари (Варвари Яковлєвої), однієї з її черниць, були доставлені до Єрусалима, де вони були поховані в церкві Марії Магдалини в Гефсиманії. Російська православна місія в Пекіні була знесена в 1957 році, а її кладовище заасфальтовано як автостоянку в 1986 році.

### Канонізація
Єлизавета була канонізована Російською православною церквою за кордоном у 1981 році, а в 1992 році Московським патріархатом як священномучениця Єлизавета Федорівна. Її головні святилища: заснований нею Марфо-Маріїнський жіночий монастир у Москві та церква Марії Магдалини на Оливній горі, який вона разом із чоловіком допомогла побудувати і де перебувають її мощі (разом із мощами черниці Варвари (Варвара Яковлєва, її колишня покоївка) на збереженні.

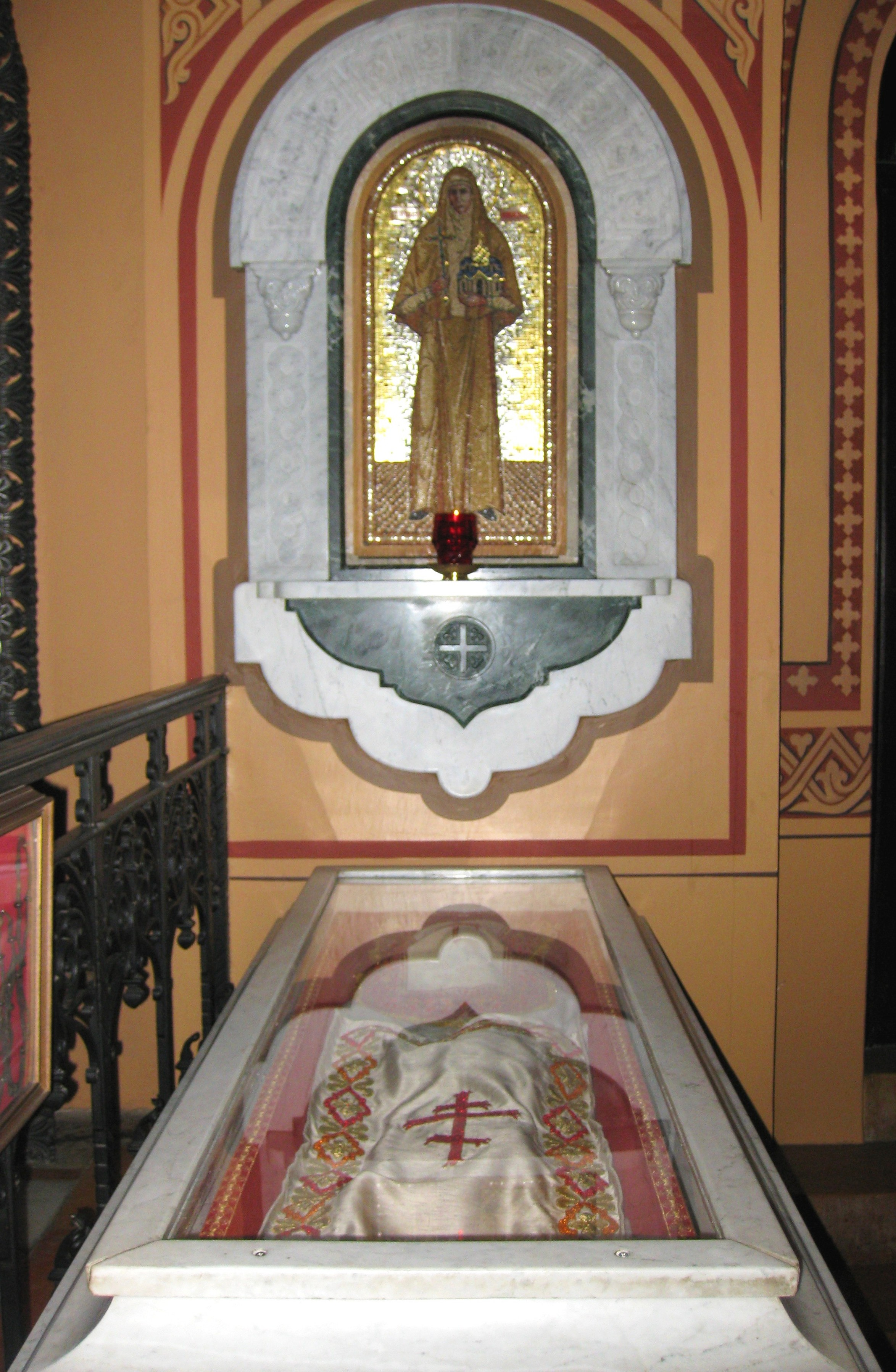
Могильна і мозаїчна ікона княгині Єлизавети

### Ушанування пам'яті
Пам'ять святої новомучениці Єлизавети в богослужбовому році Російської православної церкви вшановується тричі: у свято Новомучеників і сповідників Російської церкви (найближча неділя до 25 січня (С. С.)/ 7 лютого (Н. С.)), у річницю її мученицької кончини (5/18 липня) та в річницю перенесення її мощей до Єрусалима (17/30 січня).
Вона є однією з десяти мучеників 20-го століття з усього світу, які зображені на статуях над Великими західними дверима Вестмінстерського абатства в Лондоні, Англія, і вона також представлена на відреставрованому екрані нави, встановленому в соборі Сент-Олбанс у квітні 2015 року.
Після розпаду Радянського Союзу в саду монастиря Єлизавети в Москві була встановлена статуя. На ньому напис: «Великій княгині Єлизаветі Федорівні: З покаянням».

### Реабілітація
8 червня 2009 року Генеральна прокуратура Росії офіційно посмертно реабілітувала Єлизавету Федорівну, а також інших Романових: Михайла Олександровича, Сергія Михайловича, Івана Костянтиновича, Костянтина Костянтиновича та Ігоря Костянтиновича. «Усі ці люди піддалися репресіям у вигляді арешту, засланню та утриманню в НК без пред'явлення звинувачення», — сказав представник відомства.

## Відзнаки
- Велике герцогство Гессен: Дама Ордену Золотого лева, 1 січня 1883[24]
- Російська імперія: Великий Хрест Богоматері ордена Святої Катерини, 1884[25]
- Велика Британія:[25]
  - Золота ювілейна медаль королеви Вікторії, 1887
  - Королівський орден Вікторії та Альберта, 2-го ступеня[26]

## Походження
|  |                                                      |  |  |  |  |  |  |  |  |  |  |  |  |  |  |  |
|  | 8. Людвіг II, великий герцог Гессенський і Рейнський |  |  |  |  |  |  |  |  |  |  |  |  |  |  |  |
|  |                                                      |  |  |  |  |  |  |  |  |  |  |  |  |  |  |  |
|  |                                                      |  |  |  |  |  |  |  |  |  |  |  |  |  |  |  |
|  | 4. Карл Гессенский                                   |  |  |  |  |  |  |  |  |  |  |  |  |  |  |  |
|  |                                                      |  |  |  |  |  |  |  |  |  |  |  |  |  |  |  |
|  |                                                      |  |  |  |  |  |  |  |  |  |  |  |  |  |  |  |
|  | 9. Вільгельміна Баденська                            |  |  |  |  |  |  |  |  |  |  |  |  |  |  |  |
|  |                                                      |  |  |  |  |  |  |  |  |  |  |  |  |  |  |  |
|  |                                                      |  |  |  |  |  |  |  |  |  |  |  |  |  |  |  |
|  | 2. Людвіг IV, великий герцог Гессенський і Рейнський |  |  |  |  |  |  |  |  |  |  |  |  |  |  |  |
|  |                                                      |  |  |  |  |  |  |  |  |  |  |  |  |  |  |  |
|  |                                                      |  |  |  |  |  |  |  |  |  |  |  |  |  |  |  |
|  | 10. Вільгельм Прусський                              |  |  |  |  |  |  |  |  |  |  |  |  |  |  |  |
|  |                                                      |  |  |  |  |  |  |  |  |  |  |  |  |  |  |  |
|  |                                                      |  |  |  |  |  |  |  |  |  |  |  |  |  |  |  |
|  | 5. Єлизавета Прусська                                |  |  |  |  |  |  |  |  |  |  |  |  |  |  |  |
|  |                                                      |  |  |  |  |  |  |  |  |  |  |  |  |  |  |  |
|  |                                                      |  |  |  |  |  |  |  |  |  |  |  |  |  |  |  |
|  | 11. Ландграфиня Марія Анна Гессен-Гомбурзька         |  |  |  |  |  |  |  |  |  |  |  |  |  |  |  |
|  |                                                      |  |  |  |  |  |  |  |  |  |  |  |  |  |  |  |
|  |                                                      |  |  |  |  |  |  |  |  |  |  |  |  |  |  |  |
|  | 1. Велика княгиня Російська Єлизавета Федорівна      |  |  |  |  |  |  |  |  |  |  |  |  |  |  |  |
|  |                                                      |  |  |  |  |  |  |  |  |  |  |  |  |  |  |  |
|  |                                                      |  |  |  |  |  |  |  |  |  |  |  |  |  |  |  |
|  | 12. Ернст I (герцог Саксен-Кобург-Готи)              |  |  |  |  |  |  |  |  |  |  |  |  |  |  |  |
|  |                                                      |  |  |  |  |  |  |  |  |  |  |  |  |  |  |  |
|  |                                                      |  |  |  |  |  |  |  |  |  |  |  |  |  |  |  |
|  | 6. Альберт Саксен-Кобург-Готський                    |  |  |  |  |  |  |  |  |  |  |  |  |  |  |  |
|  |                                                      |  |  |  |  |  |  |  |  |  |  |  |  |  |  |  |
|  |                                                      |  |  |  |  |  |  |  |  |  |  |  |  |  |  |  |
|  | 13. Луїза Саксен-Гота-Альтенбурзька (1800—1831)      |  |  |  |  |  |  |  |  |  |  |  |  |  |  |  |
|  |                                                      |  |  |  |  |  |  |  |  |  |  |  |  |  |  |  |
|  |                                                      |  |  |  |  |  |  |  |  |  |  |  |  |  |  |  |
|  | 3. Аліса Великобританська                            |  |  |  |  |  |  |  |  |  |  |  |  |  |  |  |
|  |                                                      |  |  |  |  |  |  |  |  |  |  |  |  |  |  |  |
|  |                                                      |  |  |  |  |  |  |  |  |  |  |  |  |  |  |  |
|  | 14. Едуард Август, герцог Кентський                  |  |  |  |  |  |  |  |  |  |  |  |  |  |  |  |
|  |                                                      |  |  |  |  |  |  |  |  |  |  |  |  |  |  |  |
|  |                                                      |  |  |  |  |  |  |  |  |  |  |  |  |  |  |  |
|  | 7. Королева Вікторія                                 |  |  |  |  |  |  |  |  |  |  |  |  |  |  |  |
|  |                                                      |  |  |  |  |  |  |  |  |  |  |  |  |  |  |  |
|  |                                                      |  |  |  |  |  |  |  |  |  |  |  |  |  |  |  |
|  | 15. Вікторія Саксен-Кобург-Заальфельдська            |  |  |  |  |  |  |  |  |  |  |  |  |  |  |  |
|  |                                                      |  |  |  |  |  |  |  |  |  |  |  |  |  |  |  |
|  |                                                      |  |  |  |  |  |  |  |  |  |  |  |  |  |  |  |

## Подальше читання
- Paleologue, Maurice. An Ambassador's Memoirs, 1922
- Grand Duchess Marie of Russia. Education of a Princess, 1931
- Queen Marie of Romania. The Story of My Life, 1934
- Almedingen, E.M. An Unbroken Unity, 1964
- Duff, David. Hessian Tapestry, 1967
- Millar, Lubov, Grand Duchess Elizabeth of Russia, US edition, Redding, California., 1991, ISBN 1-879066-01-7
- Mager, Hugo. Elizabeth, Grand Duchess of Russia, 1998, ISBN 0-7867-0509-4
- Zeepvat, Charlotte. Romanov Autumn, 2000, ISBN 5-8276-0034-2
- Belyakova, Zoia. The Romanovs: the Way It Was, 2000, ISBN 5-8276-0034-2
- Warwick, Christopher Ella: Princess, Saint and Martyr, 2007, ISBN 047087063X
- Croft, Christina Most Beautiful Princess — A Novel Based on the Life of Grand Duchess Elizabeth of Russia, 2008, ISBN 0-9559853-0-7

### Православні джерела
- Life of the Holy New Martyr Grand Duchess Elizabeth, by Metropolitan Anastassy
- Pilgrimage to Alapaevsk
- Photo Library of Saint Elizabeth
- OrthodoxWiki:Elizabeth the New Martyr

### Православні піснеспіви святій Єлизаветі
- Akathist to the New Martyr Elizabeth
- Canon to the Holy and Righteous Nun-Martyrs Elizabeth and Barbara New Martyrs of Russia

### Світські джерела
- Murder of the Romanovs at Alapayevsk
- American Reporter Interviews Elisabeth in 1917
- HIH Grand Duchess Elisabeth Feodorovna by Countess Alexandra Olsoufieff